# Ignace Falzon
Pour les articles homonymes, voir Falzon.
Ignace Falzon (La Valette, 1er juillet 1813 - La Valette, 1er juillet 1865) est un maltais, membre du Tiers-Ordre franciscain reconnu bienheureux par l'Église catholique.

## Biographie
Ignace Falzon (Nazju en maltais) à Malte. À 15 ans, il entre dans Tiers-Ordre franciscain puis il est diplômé In utroque jure le 7 septembre 1883. Il reçoit les ordres mineurs mais ne souhaite pas être ordonné prêtre. Il enseigne le catéchisme aux enfants. Il apprend l'anglais pour exercer son apostolat auprès de la garnison britannique stationnée sur l'île, protectorat britannique à l'époque. Il commence par organiser des réunions de prière et des cours de catéchisme pour les soldats catholiques, mais il parvient également à amener de nombreux soldats protestants qui sont reçus dans l'église catholique.
Il aime beaucoup l'adoration eucharistique, la Vierge, en particulier sous les titres de l'Immaculée Conception et de Notre-Dame du Mont-Carmel, saint Joseph, l'archange Raphaël, saint Ignace de Loyola et saint Benoît-Joseph Labre. Falzon meurt en 1865 d'une crise cardiaque.

## Culte
Sa cause de la béatification commence en 1892. Il est reconnu vénérable par Jean-Paul II le 23 octobre 1987 et béatifié le 9 mai 2001 par le même pape à Il-Furjana en même temps que Georges Preca et Marie Adeodate Pisani. Sa dépouille mortelle est vénérée dans l'église de Sainte Marie de Jésus à La Valette.